# Quiterio Olmedo
Quiterio Ermes Olmedo (* 21. Dezember 1907 in Paraguay; † unbekannt), oder kurz Quiterio Olmedo, war ein paraguayischer Fußballspieler auf der Position eines Verteidigers. Er war zuletzt für Club Nacional und die paraguayische Fußballnationalmannschaft aktiv.

## Karriere

### Verein
Olmedo begann seine Vereinskarriere in seiner paraguayischen Heimat, wo er ab dem Jahr 1929 im Kader des Erstligisten Club Nacional aus der Hauptstadt Asunción stand. Ob er dem Verein bereits davor angehörte, ist aus den Quellen ebenso nicht ersichtlich wie genaue Daten über die Anzahl seiner Einsätze. Hier platzierte er sich mit der Auswahl in der Saison 1929, an der Seite von José Miracca und Torhüter Modesto Denis, auf einen Platz im Mittelfeld der Tabelle. Auch ein Jahr später nahm er mit der Mannschaft an der Meisterschaft teil, konnte aber auch hier keine Erfolge feiern. Ob Olmedo seine Vereinskarriere nach Ablauf der Saison im Jahr 1930 beendete, weiterhin im Kader von Club Nacional verblieb oder zu einem anderen Verein wechselte und dort seine Karriere fortführte, ist nicht bekannt.

### Nationalmannschaft
Sein Debüt für die paraguayische Fußballnationalmannschaft gab Olmedo am 1. November 1929, im Rahmen des Campeonato Sudamericano 1929 unter Trainer José Durand Laguna, gegen die Auswahl von Uruguay (0:3). Bei dieser Kontinentalmeisterschaft kam er auch, gemeinsam mit Torhüter Antonio Brunetti und den Stürmern Lino Nessi und Delfín Benítez Cáceres, in den Partien gegen Argentinien (4:1) und Peru (5:0) zum Einsatz. Unter selbigen Trainer wurde er auch in das Aufgebot der Los Guaraníes zur ersten Fußball-Weltmeisterschaft 1930 in Uruguay berufen. Dort kam er, neben Eusebio Díaz und Luis Vargas Peña, in beiden Gruppenspielen gegen die Vereinigten Staaten (3:0) und Belgien (1:0) zum Einsatz. Er war damit Teil der Mannschaft, die den ersten Sieg der paraguayischen Nationalmannschaft bei einem WM-Endrundenturnier errang. Ein Jahr später nahm er mit den Los Guaraníes an der Copa Chevallier Boutell teil, wo er in beiden Spielen gegen Argentinien (1:1 und 3:1) zum Einsatz kam. Im gleichen Jahr, am 26. April 1931, bestritt er noch ein Freundschaftsspiel gegen selbigen Gegner (1:1). Der im Juni 1932 ausbrechende Chacokrieg aber auch die Weltwirtschaftskrise verhinderten die Austragung eines großen Fußballturniers bis in das Jahr 1935. Neben Aurelio González und Francisco Aguirre war Olmedo der einzig verbliebene Spieler der Mannschaft von 1929, der zur Campeonato Sudamericano 1937 in die Nationalmannschaft berufen wurde. Hier kam er in den Partien gegen Uruguay (2:4), Argentinien (6:1) und Brasilien (5:0) zum Einsatz. Das Spiel gegen Brasilien am 13. Januar 1937, war gleichzeitig auch sein letzter Einsatz im Trikot der Los Guaraníes. Insgesamt absolvierte er 11 Länderspiele, ein Tor gelang ihn dabei jedoch nicht.